# Вплив пандемії COVID-19 на медичних працівників
Пандемія коронавірусної хвороби 2019 вплинула на медичних працівників як фізично, так і психологічно. Медичні працівники є більш уразливими до інфікування COVID-19, ніж решта населення загалом у зв'язку з більшим контактом з інфікованими особами. Медичні працівники під час були змушені працювати в стресових умовах без належного захисного спорядження, та приймати важкі рішення, пов'язані з етичними аспектами медицини. Системи охорони здоров'я та соціального захисту в усьому світі намагалися впоратися з негативними наслідками пандемії. Ситуація була особливо складною в країнах з нестабільною гуманітарною ситуацією, і країнах з низьким рівнем доходу, де системи охорони здоров'я та соціальні системи вже раніше були ослаблені. Послуги з надання медичної допомоги в галузі статевого та репродуктивного здоров'ю були відсунуті на другий план, що могло призвести до підвищення материнської захворюваності та смертності.

## Проблеми

### Інфікування
Всесвітня організація охорони здоров'я повідомила, що в деяких країнах кожен десятий медичний працівник інфікований коронавірусом. У березні 2020 року 9 % інфікованих COVID-19 в Італії були медичними працівниками. У травні 2020 року Міжнародна рада медичних сестер повідомила, що щонайменше 90 тисяч медичних працівників інфікувалися, а понад 260 медсестер померли від COVID-19. У березні 2020 року кожен четвертий лікар у Великій Британії перебував у стані самоізоляції або доглядав за хворим на COVID-19 членом сім'ї.
Уряд Великобританії повідомив, що частина медичних працівників на пенсії будуть знову закликані до роботи, щоб допомогти під час епідемії COVID-19. Це викликало занепокоєння, що вони можуть піддаватися підвищеному ризику захворіти на важку COVID-19.

### Дефіцит ЗІЗ
У низці країн повідомлено про недоліки засобів індивідуального захисту для медичних працівників. У Китаї недостатня готовність медперсоналу, нестача засобів індивідуально захисту, недостатні навички та заплутані рекомендації щодо використання ЗІЗ призвели до численних випадків інфікування і смертей від COVID-19 серед медичних працівників.
Низка лікарень у США на початку пандемії повідомили про дефіцит захисних засобів для медичних працівників. Оскільки кількість випадків COVID-19 на початку пандемії постійно зростала, то ймовірно, що Сполученим Штатам було необхідно набагато більше захисних масок, ніж було в наявності на початок пандемії.
В одному унікальному дослідженні, з виключно ретельним способом дослідження, яке проводилось за допомогою інтерв'ю із записом відгуків медсестер щодо нестачі персоналу, тривалого робочого дня та важкості хворих. Одна з відвертих учасниць сказала таке: «Я взагалі не можу заснути, і навіть якщо заснути, то до того часу вже час прокидатися». Медсестри були перевантажені унаслідок того, що вони працювали в умовах нестачі персоналу на додаток до більш важких умов праці. Інша відповідь звучала так: «Найбільше проблемою було носіння захисних засобів. Без їжі та води протягом 12 годин». Доступність захисних засобів була різною в залежності від країни, але всі країни стикалися з однаковою нестачею запасів засобів захисту, щоб захистити медпрацівників під час їх роботи у надмірно зараженому оточенні.
Дефіцит ЗІЗ поставив багатьох медичних працівників під загрозу зараження COVID-19. Медичні працівники провели нетрадиційні заходи, щоб компенсувати нестачу захисних засобів, використовуючи ресурси, які вони мали в наявності. Вони виявляли неабияку креативність для самостійного виготовлення захисних засобів, зокрема використовували пластикові пакети як халати, і використовували зрізи з пластикових пляшок для води для захисту очей. Дефіцит засобів індивідуального захисту був ще більшим у лікарнях у місцевостях з низьким рівнем доходу. Такі предмети, як засоби індивідуального захисту, завжди були дефіцитними товарами в країнах з низьким рівнем доходу. Країни з низьким рівнем доходу також отримують вакцини проти COVID-19 повільніше через нерівномірний їх розподіл. Країни, що розвиваються, не можуть належним чином зберігати та виробляти вакцини, щоб мати можливість вакцинувати населення так само швидко, як розвинені країни. У міжнародній асоціації медичних працівників повідомили, що організація змогла придбати лише одну десяту з 240 мільйонів масок, які в неї просили ці країни. Хоча засоби захисту стають менш ефективними в захисті від інфікування при повторному використанні, тривале носіння захисних засобів також спричинює пошкодження шкіри у 97 % медичних працівників. Пошкодження шкіри найчастіше виникають на переніссі, що спричинене подразненням від масок для обличчя.

### Смерті медичних працівників
Вже на початку пандемії у кількох країнах повідомлено про смерть медсестер і лікарів від COVID-19. У травні 2020 року повідомлено, що щонайменше 260 медсестер померли від COVID-19. У березні 2020 року в Італії від COVID-19 померли щонайменше 50 лікарів. Кількість смертей медичних працівників в Італії продовжувала зростати. За оцінками станом на квітень 2020 року кількість померлих лікарів становила близько 119, а серед медсестер — до 34. Дві смерті серед медсестер, були самогубствами через нестерпне навантаження на роботі.
8 серпня 2020 року Індійська медична асоціація повідомила, що в Індії від COVID-19 померли 198 лікарів. У лютому 2021 року Індійська медична асоціація заявила, що кількість смертей лікарів в Індії від COVID-19 зросла до 734, однак уряд Індії заявив, що лише 162 лікарі померли від COVID-19.

### Нестача медичних працівників
На час до пандемії COVID-19 на думку багатьох опитаних, значна кількість галузей стикалася з нестачею персоналу, що також стосувалося сфери охорони здоров'я. Навіть до пандемії нестача персоналу в медичній галузі не була чимсь дивним у світі. Проте у зв'язку з боротьбу з пандемією негативний вплив нестачі медичних працівників ще посилився. У дослідженні зі спостереженням за медичними працівниками «Lasater» та в інших дослідженнях показано, що робоче навантаження медсестер було дуже високим, і що половина медперсоналу відчувала виснаження. Також у дослідженнях було показано, що погіршення результатів лікування хворих та поганий медсестринський догляд тісно пов'язані з погіршенням кваліфікації медсестер. Без належно кваліфікованого персоналу, який би впорався з напливом хворих коронавірусною хворобою, медичні працівники не можуть забезпечити хворим необхідний рівень догляду, оскільки відсутня необхідна кількість працівників, щоб охопити всіх хворих.

### Стреси та синдром вигорання на роботі
Пандемія COVID-19 вплинула на всіх медичних працівників, і статті про медсестер і пости в соціальних мережах рясніють історіями про медсестер, які виснажені, налякані, іноді піддаються дискримінації, відчувають себе вигорілими, перевтомленими, деморалізованими неефективними рішеннями урядів і керівників системи охорони здоров'я, або розчарованими байдужістю громадськості дотримуватись санітарних приписів щодо карантинних норм під час пандемії. Це перевантаження і виснаження впливало на медсестер як психічно, так і фізично. Синдром вигорання у медсестер дуже виражений, і якщо з ним не боротися, то він призводить до погіршення догляду за хворими. Цим медсестрам, яких уже вразив синдром вигорання, доводиться не тільки долати додатковий стрес від перевтоми, але вони також частіше хворіють коронавірусною хворобою. За оцінками міжнародної асоціації медичних сестер, близько 10 % випадків COVID-19 у всьому світі припадає на медичних працівників.Формально медсестри під час пандемії знаходяться під захистом держави, але у зв'язку з нестачею ресурсів медсестри не можуть повністю захистити себе, або забезпечити найкращий догляд за пацієнтами. Ці проблеми вирішуються шляхом самонавчання та пристосування до проблем. Вирішення шляхів подолання наслідків перевантаження і синдрому вигоряння на роботі не були миттєвими і не завжди очевидними, але за бажання способи подолання цих проблем можна було віднайти. В іншому дослідженні встановлено, що під час пандемії посилений стрес вдалося знизити завдяки загальнодержавній підтримці. Це дослідження показує, що медсестри витривалі й справляються з новими викликами за підтримки інших.

## Психологічне напруження

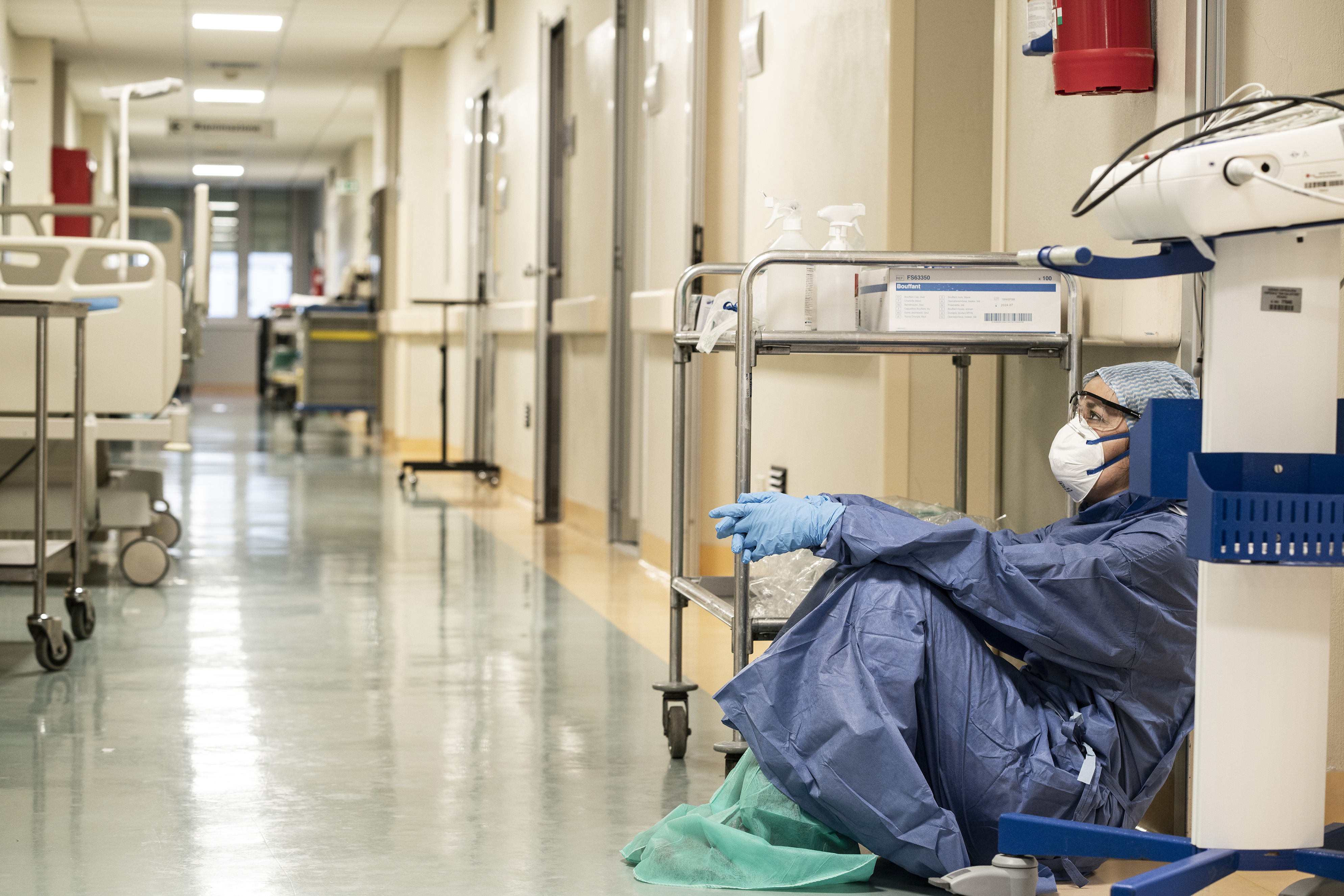
Виснажений лікар-анестезіолог у Пезаро, Італія, березень 2020 року

Дослідження, проведене в Сінгапурі, показало, що медичні працівники, які доглядають за пацієнтами з COVID-19, відчували тривогу, депресію та стрес. Підвищення робочих вимог до медичних працівників суперечило їхнім обов'язкам перед родиною та друзями, що спричинило появу в них психологічного стресу. Медичні працівники повідомили, що відчувають занепокоєння у зв'язку із самоізоляцією, карантином або можливістю захворіти самим. Для медичних працівників перебування на карантині позитивно асоціювалося з мінімізацією прямого контакту з пацієнтами та неявкою на роботу.
Медичні працівники, як медсестри, так і лікарі та інший медичний персонал, який безпосередньо боровся з поширенням хвороби в Китаї, відчували симптоми тривоги, депресію, та труднощі із засипанням. Зокрема, близько 46,04 % опитаних відчували тривогу, 44,37 % депресію, і 28,75 % мали безсоння. У місті Ухань у Китаї, де розпочалась пандемія, понад 70 % медичних працівників повідомили про психологічний стрес.
Медичні працівники ризикували отримати травму чи інший розлад, пов'язаний зі стресом, або страхом захворіти та не знати, що станеться з ними в майбутньому. Серед медичних працівників поширився посттравматичний стресовий розлад, причому в медсестер була вища ймовірність розвитку або виникнення тривоги серед інших медичних працівників. Одна медсестра з Італії покінчила життя самогубством після стресу, намагаючись врятувати життя хворих на COVID-19.
Медичні працівники у Мексиці також повідомили про високий рівень тривоги через страх стати безсимптомним носієм вірусу, що потенційно може призвести до випадкового інфікування їх пацієнтів та членів родин медпрацівників.
У медичних працівників були помічені вищі рівні депресії та виснаження як прямий наслідок COVID-19. В одному з експериментів вчені помітили, що понад 28 % вибірки медичних працівників повідомили про високий рівень емоційного виснаження, більший у медичних працівників, які займаються лікуванням хворих на COVID-19". Крім того, понад 50 % вибірки повідомили про низький рівень деперсоналізації, за винятком медсестер та лікарів, які займаються лікуванням хворих на COVID-19, які повідомили про високий рівень деперсоналізації — 36,73 % випадків. Деперсоналізацію можна визначити як відчуття відчуженості від себе та своєї ідентичності. Враховуючи це, можна зробити висновок, що психічне здоров'я медичних працівників погіршилося внаслідок COVID-19. Крім того, при оцінці результатів іншого дослідження під керівництвом доктора Вуна рівень поширеності депресії внаслідок COVID-19 досягав 21,8 %, а учасники з надзвичайно важкою депресією становили 13,3 % вибірки.
Важкість такого психологічного впливу на медичних працівників у Сполучених Штатах Америки навіть призвела до розвитку захворювань у медичних працівників, пов'язаних зі стресом, які можуть спричинити серйозні проблеми зі здоров'ям. До цих захворювань відносяться серцево-судинні захворювання, хвороби травної системи, та розлади опорно-рухового апарату. Не виключено, що ці статистичні дані можуть бути значно завищеними у зв'язку із самоізоляцією чи перебування на карантині. Організатори дослідження пояснили, що після проведення свого дослідження вони виявили, що ті, хто знаходився на самоізоляції або карантині, повідомляли про вираженіші симптоми депресії. Навпаки, дослідники підозрюють, що депресія та/або виснаження, які відчувають медичні працівники, можуть бути не безпосередньо спричинені COVID-19, а є наслідком ситуації, в яку потрапили їхні сім'ї та/або вони самі. Дослідники також повідомили, що внаслідок пандемії COVID-19 навантаження на працівників медичної сфери надзвичайно зросло, через що вони можуть відчувати себе виснаженими та нездатними справитися з проблемами.
У зв'язку зі стресом, спричиненим пандемією, багато медсестер відчувають втому внаслідок великого об'єму надання допомоги, та виснаження. Частково вигорання медсестер пов'язане з їх нестачею, оскільки хворих стало більше, ніж медсестри обслуговують зазвичай. Збільшення навантаження на роботі призвело до більш довгих змін у більшості медсестер, відсутності ентузіазму, і в багато з них виникло емоційне виснаження.
Під час піку другої хвилі пандемії COVID-19 в Індії, зображення «до і після» індійського лікаря на ім'я доктор Сохіл Маквана, одягненого в захисний костюм і мокрого від поту після зняття захисного спорядження, стало вірусним у всьому світі. Це зображення відображало стан усіх лікарів та інших медичних працівників, які безпосередньо борються з пандемією, і воно сприяло поширенню обізнаності про те, наскільки важко та нереально для медичних працівників довго працювати в захисних комплектах на тлі поширення другої хвилі пандемії коронавірусної хвороби. Зображення явно спричинило резонанс у користувачів Інтернету, оскільки його ретвітнули майже 17 тисяч разів, і воно отримало понад 132 тисячі лайків.

### Насильство над медичними працівниками
Медичні працівники частіше ставали жертвами насильницьких злочинів, зокрема нападів. Лікарні та уряди вжили суворіших заходів для забезпечення безпеки свого персоналу; однак багато медичних працівників все ж продовжували стикатися зі значним ризиком отримання тілесних ушкоджень.
У зв'язку з COVID-19 медичний персонал зазнав понад 600 випадків негативного ставлення, спрямованого на нього в різних формах. У Пакистані на лікарів напали члени родини померлого від COVID-19 хворого. Мешканці громади в Бангладеш змусили лікаря, в якого був позитивний тест на COVID-19, і його сім'ю залишити свій дім і виїхати з населеного пункту, закидавши їх будинок цеглою.

### Етичні рішення
Видання «The Conversation» повідомило, що медичним працівникам доведеться зіткнутися з «моральним ушкодженням» унаслідок прийняття важких рішень, зокрема відключення хворого від апарату штучної вентиляції легень або відмови від місця у відділенні інтенсивної терапії унаслідок відсутності місць. Пандемія COVID-19 змусила медичних працівників приймати багато складних етичних рішень. До них належать занепокоєння щодо безпеки поширення COVID-19 серед їхніх сімей, оскільки цей ризик вищий серед працівників, які працюють і доглядають за пацієнтами з COVID-19; рішення про те, як розподілити обмежені ресурси, зокрема апарати штучної вентиляції легень, серед великої кількості хворих, які всі потребують його застосування; і рішення про те, в який момент медичні працівники повинні залишатися вдома замість того, щоб продовжувати ходити на роботу, якщо вони підозрюють, що вони могли інфікуватися COVID-19.
Два дослідження показали, що медсестри під час пандемії стикаються з сильним стресом. Медсестри відчувають один із найвищих рівнів професійного стресу порівняно з іншими професіями. COVID-19 змінив правила медичного догляду за хворими, тому що для проведення огляду лікаря багатьом хворим потрібно було записуватися на прийом у віртуальному режимі, а не особисто. У кількох дослідженнях також показано, що ізоляція означала, що медсестри не могли прийти додому до своїх близьких, і вимушені були спілкуватися з близькими лише віртуально. Багато медсестер заявили, що вони почуваються в небезпеці на своєму робочому місці, ризикуючи власним здоров'ям та недостатньою підтримкою з боку свого закладу.

## Вплив на персонал

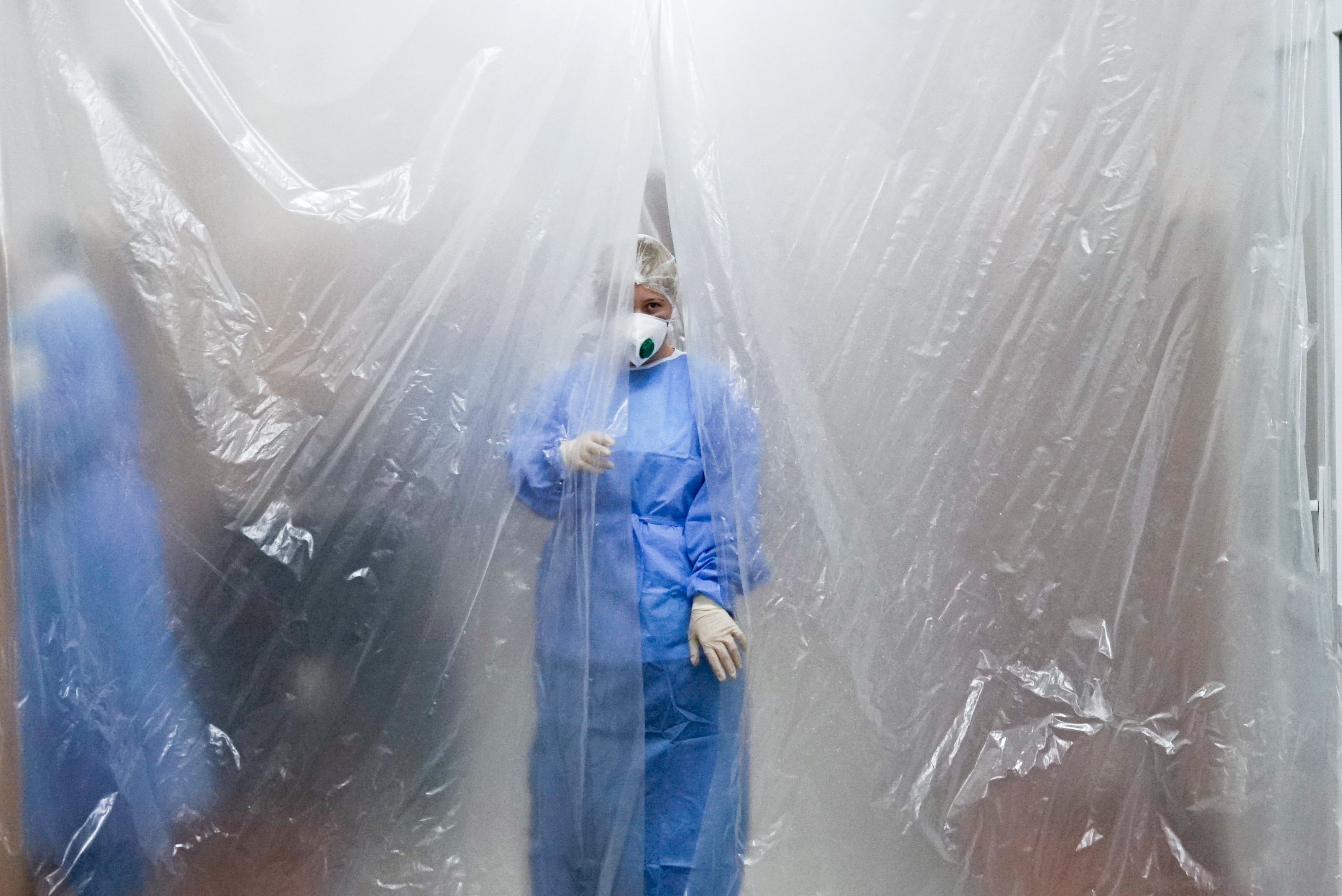
Медичний працівник під час пандемії в українському місті Чернівці.

### Жінки-медпрацівники
У всьому світі жінки складають 70 % працівників охорони здоров'я та соціальної сфери. Жінки відіграють непропорційну роль у боротьбі з поширенням хвороби, як серед працівників, які безпосередньо беруть участь у боротьбі з епідемією, доглядом за хворими вдома, та як громадські лідери та мобілізатори. У низці країн інфікування COVID-19 серед жінок-медичних працівників вдвічі більше, ніж серед чоловіків. Майже в усіх країнах жінки все ще отримують значно нижчу платню, ніж їхні колеги-чоловіки, і займають менше керівних посад у галузі охорони здоров'я. Маски та інше захисне спорядження, розроблене та виміряне для чоловіків, спричиняють вищий ризик інфікування COVID-19 для жінок.
Під час пандемії COVID-19 показники вигорання серед жінок-медичних працівників вищі, ніж у чоловіків. Відсоток жінок-медичних працівників, які відчувають тривогу під час пандемії, був вдвічі більший, ніж у чоловіків. Жінки-медичні працівники на 55 % частіше повідомляли про синдром вигорання порівняно з їхніми колегами-чоловіками.

### Медичні працівники загалом
Пандемія спричинила велику напруженість в роботі медичних працівників. Загальнонаціональне перехресне опитування в Індії показало, що 71,4 % лікарів і 74,4 % медсестер відчували помірний або важкий стрес. В іншому дослідженні, проведеному під час пандемії, в усіх медсестер виявлено спільні причини неспокою, серед яких: понаднормова робота, страх перед скороченнями, обмежені запаси, нескінченна кількість хворих, та самопожертва. Подібним чином у перехресному опитуванні дослідники прийшли до висновку, що високий відсоток опитаних медсестер, які мають тривале навантаження, повідомляють про високий рівень стресу та/або симптоми посттравматичного стресового розладу. Опитування також визначило 8 основних проблем, виявлених із довільних текстових відповідей медсестер: (а) робота в ізольованому середовищі, (б) дефіцит захисних засобів і дискомфорт від їх тривалого використання, (в) проблеми зі сном, (г) інтенсивність робочого навантаження, (ґ) культурні та мовні бар'єри, (д) відсутність підтримки сім'ї, (е) страх заразитися та (є) недостатній досвід роботи з COVID-19. Значна частина з цих проблем є прямим наслідком або загостренням наслідків пандемії. Нещодавня нестача медсестер спричинила вигорання медсестер, що впливає на медпрацівників та їх навантаження на роботі. Медсестри мають підвищений рівень розвитку стресу та психічних розладів у зв'язку зі збільшенням навантаження та кількості хворих, яких вони обслуговують.

## Рекомендації щодо збереження здоров'я

### Всесвітня організація охорони здоров'я
Всесвітня організація охорони здоров'я надала наступні основні рекомендації щодо зменшення поширення COVID-19 серед медичних працівників:
- Навчання медичних працівників діагностиці захворювань органів дихання.
- Забезпечення покращення доступу до засобів індивідуального захисту.
- Надання психологічної підтримки медичним працівникам.
- Регулярні медичні огляди.
- Визнання, що кожна система охорони здоров'я може мати прогалини.

### Центри контролю та профілактики захворювань
Центри з контролю та профілактики захворювань у США випустили рекомендації щодо запобігання передачі інфекції та зниження стресу на роботі у відповідь на пандемію COVID-19 для медичних працівників:

#### Профілактика інфекцій
- Впроваджувати практику телемедичних консультацій, де це можливо.[63][64]
- Перевірка кожного, хто приходить до медичного закладу, на наявність симптомів COVID-19.
- Використовувати відповідні маски для обличчя залежно від процедури (наприклад, N95 для процедур, що утворюють аерозоль).
- Розробити план виявлення та відстеження підозрюваних і підтверджених випадків для швидкого введення карантинних заходів.
- Облаштувати зони очікування та встановити бар'єри для заохочення фізичного дистанціювання.
- Застосовувати заходи для гігієни рук і проводити часту дезінфекцію поверхонь.

### Боротьба зі стресом на робочому місці

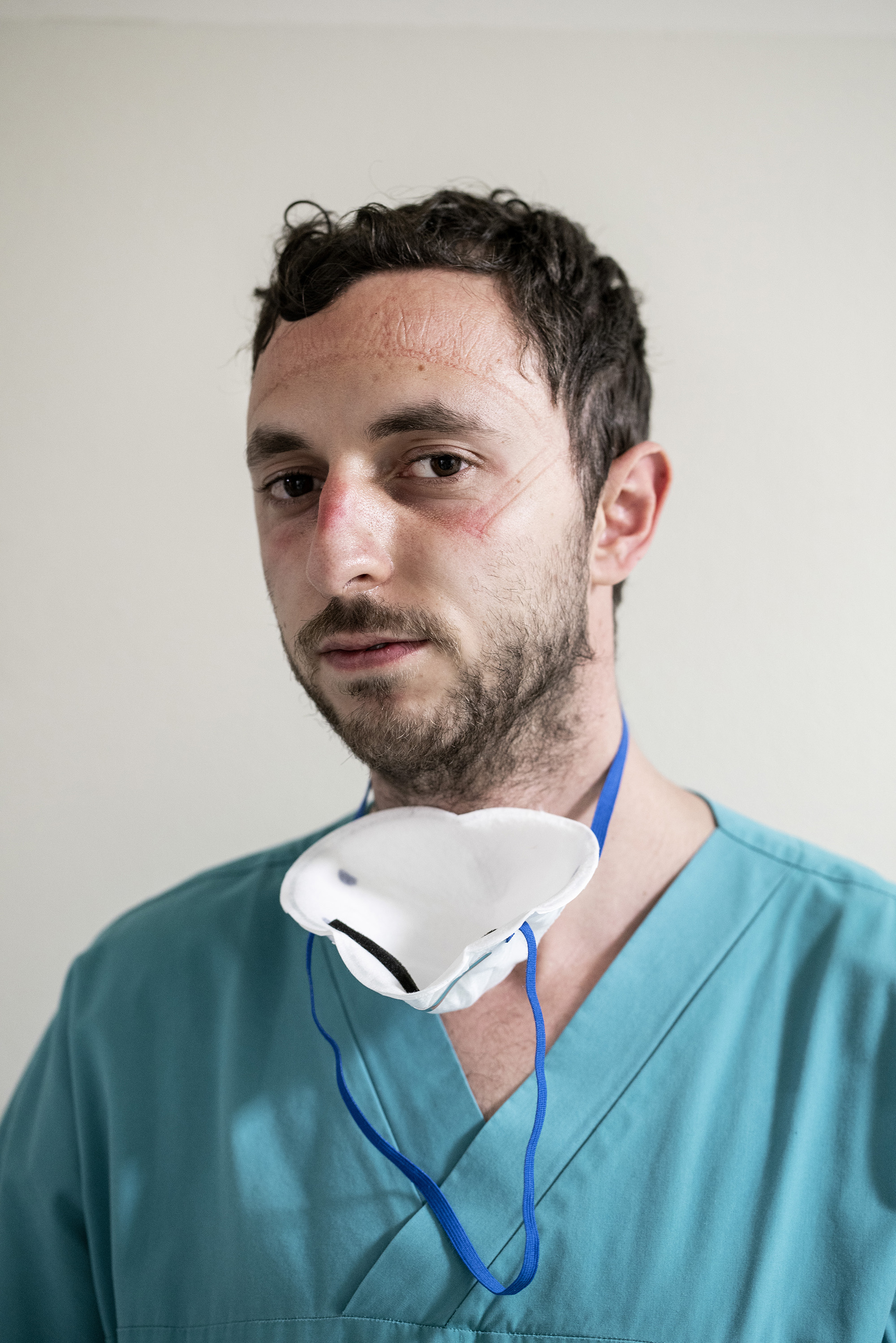
Анестезист у лікарні Сан-Сальваторе в Пезаро, Італія, наприкінці своєї зміни 18 березня 2020 року

Кокранівська співпраця 2020 року повідомляла, що при дослідженні серед працівників охорони здоров'я виявлено, що існує низька достовірність доказів того, що тренування стійкості нервової системи можуть призвести до підвищення рівня індивідуальної психічної стійкості медичних працівників. У зв'язку з обмеженням в розглянутих дослідженнях (44 РКД), автори радять бути обережними у підході до остаточних висновків і рекомендують більше досліджень із покращеним дизайном.
Інші рекомендації:
- Спілкуйтесь з колегами та керівниками на теми стресу на роботі.
- Підтримуйте постійний розклад сну та їжі.
- Харчуйтесь здоровою їжею.
- Розробіть власний механізм подолання проблем у здоров'ї.[66]
- Займіться спортом і знайдіть час для хобі поза роботою.
- Робіть перерви в перегляді, читанні та прослуховуванні новин.
- Застосовуйте методи аутотренінгу, такі як дихальні вправи та медитація.
- Якщо потрібно, поговоріть зі спеціалістом із психічного здоров'я.
- Технологія (онлайн-консультування) може забезпечити фізіологічну підтримку, щоб зменшити ризик безсоння, тривоги та депресії/вигорання.

### UNFPA
UNFPA рекомендує, щоб усі жінки та дівчата мали доступ до безперервних послуг із сексуального та репродуктивного здоров'я. Відповідно до національних рекомендацій і стандартів ці послуги для жінок і дівчат включають допологовий, перинатальний і післяпологовий догляд, а також скринінгові тести.

### Каролінський інститут
Каролінський інститут рекомендує медичним працівникам піклуватися про себе, уникати надмірних планів, залишатися на зв'язку з близькими, не звинувачувати себе та звертатися за допомогою, якщо потрібна фізична чи психологічна допомога.